# Прохоров Роман Улянович
Роман Улянович Прохоров (1881 — ?) — український радянський діяч, шахтар. Член ВЦВК. Кандидат у члени Центральної контрольної комісії КП(б)У в грудні 1925 — листопаді 1927 року. Член Центральної контрольної комісії ВКП(б) у грудні 1925 — грудні 1927 року.

## Біографія
Працював робітником-вибійником на шахтах Донбасу.
Член РСДРП(б) з 1904 року. Брав активну участь у революційному русі, декілька разів був заарештований царською поліцією. Перебував у в'язниці один рік і вісім місяців.
У 1920-х роках працював техніком на шахтах Донбасу в Артемівській окрузі. Обирався членом бюро рудничного районного комітету КП(б)У та рудничної ради.
Подальша доля невідома.